# Ronald Ridge
Ronald Ridge är en bergstopp i Antarktis. Den ligger i Västantarktis. Chile gör anspråk på området. Toppen på Ronald Ridge är 961 meter över havet.
Terrängen runt Ronald Ridge är huvudsakligen kuperad, men åt nordväst är den bergig. Trakten är obefolkad. Det finns inga samhällen i närheten. 